# Salix kirilowiana
Salix kirilowiana — вид квіткових рослин із родини вербових (Salicaceae).

## Морфологічна характеристика
Це невелике дерево чи кущ; крона низька і широка. Гілки дугоподібні, тонкі; 2- і 3-річні гілочки зазвичай темно-пурпурно-коричневі. Листкова пластинка від вузько-ланцетної до лінійно-ланцетної, тонка, злегка сірувата, в молодості біля осі срібляста, край цільний, рідко з дуже дрібними зубчиками, верхівка тонко загострена. Коробочка вузько-конічна, гола.

## Середовище проживання
Казахстан, Киргизстан, Сіньцзян. Населяє долини гірських річок, особливо на галечниках і гравійному намиві; нижче 2500 метрів.